# Mr. Rock ’n’ Roll: Die Alan Freed Story
Mr. Rock ’n’ Roll: Die Alan Freed Story (Originaltitel: Mr. Rock ’n’ Roll: The Alan Freed Story) ist ein US-amerikanischer Fernsehfilm von Andy Wolk aus dem Jahr 1999 nach dem Roman Big Beat Heat: Alan Freed and the Early Years of Rock and Roll von John A. Jackson über das Leben des DJs Alan Freed.

## Handlung
Alan Freed arbeitet als Radio-DJ bei WGBC in Cleveland, Ohio, und als DJ bei Tanzveranstaltungen und spielt vorwiegend Big Band Platten. Auf einer Hochzeit tauscht ein jugendlicher Gast eine bereits auf den Plattenteller liegende Single gegen eine Rhythm ’n’ Blues Scheibe. Die Reaktion ist extrem geteilt, die Jugendlichen tanzen und sind begeistert während die älteren vor Entrüstung über diese „schwarze“ Musik Freed mit Rausschmiss drohen. Immerhin wird diese Musik von den gängigen Radiostationen boykottiert.
Als Freed einen Plattenladen besucht stellt er erstmals fest, dass die Sektion Rhythm ’n’ Blues deutlich frequentierter als der Rest des Ladens ist. Durch diese beiden Ereignisse inspiriert, überzeugt Freed den Besitzer des Plattenladens seine Sendung zu sponsern und überredet ebenfalls den zuerst skeptischen Besitzer der Radiostation. Der Erfolg der Sendung verleitet Freed, eine Tanzparty in der Cleveland Arena mit den großen Stars der Szene zu veranstalten. Eine vergleichbare Veranstaltung in dieser Größe hat es noch nie gegeben.
Privates Glück findet Freed in der Beziehung zu der Tanzlehrerin Jackie, die er heiratet. Freed wechselt zu einer größeren Radiostation nach New York und lernt den zwielichtigen Plattenproduzenten Morris Levy kennen. Dieser finanziert Freed auch in New York Tanzpartys und Konzerte, welche ein voller Erfolg werden und in einer Veranstaltung auf dem Broadway gipfeln. Leider leidet die Beziehung zu Jackie in dieser Zeit zusehends.
Levy fordert von Freed, dass er als Gegenleistung für seine finanzielle Unterstützung bevorzugt Interpreten seiner Labels spielt. Auf dem Höhepunkt seiner Karriere dreht Freed in Hollywood Musikfilme, moderiert eine Fernsehshow und startet eine erfolgreiche Tournee quer durch die USA mit Künstlern wie Jerry Lee Lewis, Little Richard und Buddy Holly.
In Boston wird das Konzert während des Auftrittes von Jerry Lee Lewis jedoch durch die Polizei abgebrochen. Es kommt zu einem gewaltigen Tumult. Daraufhin wird der Rest der Tournee durch die verbleibenden Veranstaltungsstätten abgesagt. Freed wird von der Staatsanwaltschaft wegen Landfriedensbruchs angeklagt. Die Anklage wird mangels Beweise aber fallengelassen. Allerdings ermittelt die Stadt New York wegen des Payola-Skandals gegen Freed.
Als Freed ein Verhältniss mit einer jungen Sängerin Denise Walton beginnt verlässt ihn seine Frau. Levy distanziert sich von Freed und sagt vor der Gericht gegen Freed im Payola-Prozess aus. Seinen Job beim Radiosender verliert Freed ebenfalls.

## Hintergrund
Die Sänger Bobby Rydell und Fabian spielen sich selber.
Der Darsteller des Jackie Wilson, Leon verkörperte ein Jahr später die ebenfalls in dem Film vorkommende Rolle des Little Richards in dem Film Die Little Richard Story.

## Kritik
Die Film-Website Rotten Tomatoes weist eine Durchschnittswertung von 57 % aus.